# Ozma von Oz
Ozma von Oz (Alternativtitel Prinzessin Ozma von Oz) ist ein Kinderbuch des US-amerikanischen Schriftstellers Lyman Frank Baum.
Die Erzählung erschien 1907 unter dem Originaltitel Ozma of Oz mit Illustrationen von John R. Neill. Dabei handelt es sich um den dritten Band des Oz-Zyklus, der in den USA zu den beliebtesten Kinderbüchern gehört und zum Teil auch in deutscher Sprache verlegt wurde.

## Handlung
Dorothy reist mit Onkel Henry nach Australien. Ihr Schiff gerät in einen fürchterlichen Sturm und das Mädchen wird von einer Welle über Bord gespült. Glücklicherweise kann sie sich in einen Hühnerkäfig retten, der mit ihr über Bord gespült worden ist. In diesem Käfig befindet sich die sprechende Henne Billina, mit der sich Dorothy anfreundet.
Schon nach kurzer Zeit strandet der Käfig an einer wunderbaren Küste, an der Dorothy einen goldenen Schlüssel und eine in den Sand geschriebene Warnung findet: „Warnung vor den Rollern!“ Auf der Suche nach Nahrung findet sie wundersame Bäume, an denen Lunchpakete und Dosen mit Mittagessen wachsen. Dorothy ist froh, sich stärken zu können, bevor sie ihren Weg fortsetzt. Plötzlich entdeckt sie einen seltsamen Menschen, der anstatt Händen und Füßen Räder an seinem Körper hat. Billina erinnert Dorothy an die in den Sand geschriebene Warnung, so dass das Mädchen beschließt, lieber zu fliehen. Dies tut sie keinen Moment zu früh, denn der Roller hat sie erspäht und ruft mehrere Gefährten herbei. Dorothy und Bellina flüchten auf einen Hügel, auf den ihnen die Roller nicht folgen können. Wütend drohen die Roller Dorothy mit dem Tod, da sie angeblich verbotenerweise von ihren Bäumen gegessen hat.
Da die Roller den Hügel belagern und darauf warten, dass Dorothy und Billina wieder herunterkommen, nutzt das Mädchen die Gelegenheit, den Hügel zu erkunden. Dabei findet sie einen Felsen mit einer Tür. Neugierig probiert Dorothy, ob der von ihr gefundene goldene Schlüssel passt. Sie hat Glück und findet in dem Raum hinter der Tür den mechanischen Mann Tiktok. Von ihm erfährt sie, dass sie sich im Zauberland Ev befindet, das – nur durch eine Wüste getrennt – neben Oz liegt. Mit Hilfe von Tiktok kann Dorothy den Hügel verlassen. Die Roller erweisen sich dabei als ziemlich feige; sie ergreifen trotz ihrer großen Klappe sofort die Flucht, wenn sich jemand gegen sie wehrt. Von dem Anführer der Roller, den Tiktok gefangen nimmt, erfahren sie, dass das Land zurzeit von der Prinzessin Langwidere regiert wird. Diese ist eine entfernte Verwandte des Königs Evolodo, der einst in einem Wutanfall seine Frau und seine zehn Kinder an den Nom-König verkauft hat. Später, als er seine Tat bereute, versuchte er seine Familie zurückzuholen, doch der Nom-König weigerte sich, sie wieder herauszugeben. In seiner Verzweiflung sperrte König Evolodo erst Tiktok in die Felsenkammer ein und beging danach Selbstmord.
Dorothy, Billina und Tiktok beschließen, sich nach Evna, der Hauptstadt von Ev zu begeben, weil es dort viel bequemer als am Strand ist. Ihr Weg führt sie zum alten Königspalast, wo sie um eine Audienz bei Prinzessin Langwidere bitten. Diese hat ein Geheimnis: Sie ist nämlich in der Lage, jederzeit ihren Kopf zu wechseln. Allerdings wechselt sie damit auch ihren Charakter. Sie empfängt Dorothy mit einem hochmütigen Kopf und besteht darauf, den Kopf des Mädchens gegen einen anderen einzutauschen. Als Dorothy sich weigert, ihren Kopf freiwillig herzugeben, lässt die Prinzessin sie in einen Turm sperren. Tiktok, dessen Bewegungsmechanik gerade abgelaufen ist, kann ihr nicht mehr helfen.
Am nächsten Morgen schaut sich Dorothy um und entdeckt in der Wüste, die Oz vom Lande Ev trennt, eine seltsame Prozession, die sich auf einem selbstaus- und dann wieder aufrollenden Zauberteppich bewegt. Unter Führung von Ozma von Oz kommen alle ihre Freunde, begleitet von sechsundzwanzig Offizieren und einem Soldaten sowie dem Holzpferd und dem ewig hungrigen Tiger, nach Ev. Sie haben vom Schicksal der Familie Evoldos erfahren und wollen sie befreien. Überrascht stellen sie fest, dass sich auch Dorothy in Ev befindet. Sie befreien zuerst diese und brechen dann gemeinsam zum Land der Nomen auf. Natürlich ist auch das Huhn Billina mit von der Partie. Nach einem beschwerlichen Marsch erreichen sie dessen unterirdischen Palast und werden vorgelassen. Ozma verlangt die Herausgabe der Königsfamilie von Ev, doch der Nom-König weigert sich. Nach einigen Verhandlungen schlägt ihnen der Nom-König folgendes Geschäft vor. Er hat die Königin und ihre Kinder in Schmuckstücke verwandelt. Wenn die Bewohner von Oz diese finden, dann sollen sie frei sein. Allerdings nur die, die sie gefunden haben. Wer allerdings keine einzige der gesuchten Personen findet, wird ebenfalls in ein Schmuckstück verwandelt. Dabei hat jeder Suchende genau so viele Versuche, wie es Verwandelte zu befreien gibt. Ozma stimmt dem Vorschlag zu und versucht es als erstes. Sie hat keinen Erfolg und wird ebenfalls in ein Schmuckstück verwandelt. So ergeht es auch allen anderen Suchern, bis nur noch Dorothy, die Vogelscheuche, Löwe, Tiger, Tiktok, das Holzpferd und Billina übrig sind. Da es schon spät ist, sollen diese am nächsten Tag weitersuchen und bekommen ein Quartier zugewiesen. Niemand hat allerdings bemerkt, dass Billina unter dem Thron des Nom-Königs eingeschlafen ist. So gelingt es ihr, ein Gespräch zwischen ihm und seinem Leibdiener mitanzuhören. So erfährt sie, woran man die Schmuckstücke erkennen kann.
Am nächsten Tag wird die Suche fortgesetzt. Nur Dorothy gelingt es, einen der Ev-Prinzen zu befreien. Die Vogelscheuche und Tiktok werden dagegen ebenfalls in Schmuckstücke verwandelt. Löwe, Tiger, Holzpferd und Billina sollen sich eigentlich nicht an der Suche beteiligen. Allerdings erzwingt Billina, auch sie zuzulassen. Dies gelingt ihr dadurch, dass sie unter dem Thron ein Ei legt. Eier gelten im Königreich der Nomen als hochgiftig und verbreiten Angst und Schrecken. Der Nom-König stimmt zu und auch Billina darf ebenfalls auf die Suche nach den verwandelten Schmuckstücken gehen. Da sie weiß, wonach sie suchen muss, gelingt es ihr, alle Verwandelten zu befreien. Ärgerlich will der Nom-König nun sein Versprechen, sie alle freizulassen, nicht mehr halten. Er lässt seine Armee aufmarschieren und will die Freunde alle gefangen nehmen lassen. Doch mit Hilfe von Billinas Eiern kann die Nom-Armee in die Flucht geschlagen werden. Die Verwirrung nutzt Dorothy aus, um dem Nom-König heimlich seinen Zaubergürtel, aus dem er seine ganze Macht erlangt, wegzunehmen. Der Nom-König muss sich geschlagen geben und lässt die Freunde missmutig ziehen.
Zurück in Evna, wird der älteste Sohn von Evoldo, Evardo, zum König gekrönt. Die Freunde können nach Oz zurückkehren. Ohne Zögern schließt sich Dorothy ihnen an. Und auch Billina und Tiktok kommen mit.
Wieder in Oz verbringt Dorothy dort einige schöne Wochen. Als sie aber in einem Zauberspiegel sieht, wie sehr sich Onkel Henry in Australien über ihren Verlust quält, beschließt Dorothy, so schnell wie möglich zu ihm zurückzukehren. Von Glinda erfährt sie, dass sie sich mit dem Zaubergürtel des Nom-Königs an jeden beliebigen Ort der Welt wünschen kann. Dorothy schenkt Ozma den Gürtel und lässt sich von ihr nach Australien, zu Onkel Henry wünschen.

## Kontinuitätsfehler
Wie schon beim zweiten Band, kommt es auch beim dritten Band zu einigen Kontinuitätsfehlern. Der Blech-Holzfäller erzählte Dorothy in „Der Zauberer von Oz“, dass die böse Osthexe seine Axt verzaubert hatte, weil er in ein Munchkin-Mädchen verliebt war. Im dritten Band dagegen erzählt Dorothy der Henne Billina, dass der Holzfäller etwas ungeschickt war und sich aus Unachtsamkeit immer wieder selbst Teile seines Körpers abgehackt hat. Der Löwe, der nach dem ersten Band erstmals wieder auftaucht, fühlt sich plötzlich wieder so feige wie früher. Und als Dorothy die Geschichte von der Rückverwandlung Ozmas in ein Mädchen erzählt bekommt, ist es jetzt eine gute Fee, die sie zurückverwandelt hat, obwohl es in Im Reich des Zauberers Oz in Wirklichkeit die Hexe Mombi war und Glinda ausdrücklich betont hatte, dass sich nur skrupellose Hexen mit dieser Art von Verwandlungszaubern beschäftigen.

## Verfilmungen
Zusammen mit Im Reich des Zauberers Oz bildete Ozma von Oz die Vorlage für den Disney-Realfilm „Oz – Eine fantastische Welt“ von 1985. Relativ vorlagengetreu wurde das Buch 1986 in der japanischen Zeichentrickserie „Im Land des Zauberers von Oz“ umgesetzt.

### Erstausgabe
- Ozma of Oz. Chicago: Reilly and Britton Company 1907

### Deutsche Übersetzungen
- L. Frank Baum: Prinzessin Ozma von Oz. Eine abenteuerliche Reise. Übers. Christine Hettinger, Heyne-Verlag, München 1981, ISBN 3-453-54235-5
- L. Frank Baum: Ozma von Oz. Übers. Christine Hettinger, Heyne-Verlag, München 1985, ISBN 3-453-31128-0

| Die Oz-Bücher                                   |                  |                                                    |
| Vorangegangener Band: Im Reich des Zauberers Oz | Lyman Frank Baum | Nachfolgender Band: Dorothy und der Zauberer in Oz |

## Sonstiges
Frank Drake von der Cornell-Universität benannte das erste moderne SETI-Experiment, das sogenannte Projekt Ozma oder OZMA, nach der Prinzessin Ozma von Oz.